# Елеонора Молдован
Пані Елеонора Молдован (рум. Eleonora Moldovan) (5 липня 1976) — румунський історик та дипломат. Генеральний консул Румунії у Чернівцях (2012—2018).

## Життєпис
У 2005 році закінчила магістратуру при Чернівецькому національному університеті ім. Ю. Федьковича, Історичний факультет, за спеціальністю «магістр всесвітньої історії». У 2009 році захистила докторську дисертацію в Сучавському університеті ім. Стефана чел Маре, факультет історії та географії.
З лютого 2004 року вона працює в Міністерстві закордонних справ Румунії.
У 2004—2010 рр. — консульський офіцер та віце-консул в Генеральному консульстві Румунії у Чернівцях.
У 2010—2012 рр. — консул у Генеральному консульстві Румунії в Балті, заступник глави місії.
Елеонора Молдован була призначена генеральним консулом Румунії в місті Чернівці 27 листопада 2012 року. Розпочала місію генерального консула Румунії в Чернівцях 24 червня 2013 року.

## Автор публікацій
Вона опублікувала декілька матеріалів та статей у Румунії та Україні, з питань національних меншин на Буковині.